# The Wind, The Sea, The Rain
《The Wind, The Sea, The Rain》은 브라운 아이드 소울의 정규 2집 앨범이다. 발매일은 2007년 10월 30일이다. 2007년 11월 'My Story'로 방송출연도 하지 않은 상태에서 KBS 뮤직뱅크에서 1위를 하기도 했다.

## 수록곡
1. Intro (The Wind)
2. 바람인가요
3. My Story
4. 꿈
5. 오래도록 고맙도록
6. Interlude (The Rain)
7. Anything (Through the Rain)
8. 추억 사랑만큼 (feat. 강현정 of Bubble sisters)
9. Sweet Thing (feat. Dynamic Duo, Epik High)
10. Because Of You
11. Life & Love Are the Same (Feat. 정인)
12. Round & Round
13. Promise You
14. Nothing Better
15. Interlude (The Sea)
16. 그대와 둘이
17. 기다려요
18. 그런사람이기를
19. 폭풍 속의 주 (The Lord in the Storm) (feat. Heritage)
20. Anything (Through The Rain) [Remix/Hidden Track]